# Der Mörder mit dem Seidenschal
Pour plus de détails, voir Fiche technique et Distribution.
Der Mörder mit dem Seidenschal est un film policier italo-ouest-allemand réalisé par Adrian Hoven et sorti en 1966.
Il s'agit d'une adaptation du roman policier Der Mörder und das Kind de Thea Tauentzien.

## Synopsis
Claudia, neuf ans, voit sa mère Prisca, une chanteuse de bar, se faire étrangler dans l'arrière-boutique de leurs deux appartements viennois à travers la fente de la boîte aux lettres. Juste avant, la fillette avait assisté à une dispute entre sa mère et un certain Boris, au sujet d'une lettre que Prisca ne voulait pas donner. Depuis que la presse a rapporté le témoignage de Claudia, le meurtrier sait qu'il a été observé et tente de s'emparer de la jeune fille pour tuer le seul témoin de son crime. Claudia, qui pourrait démasquer le meurtrier, s'enfuit alors devant deux officiers de police qui devaient l'emmener dans une famille d'accueil. Devant la maison des parents d'accueil Stein, Boris la guette déjà. Claudia parvient toutefois à lui échapper.
En cachette, la petite fille retourne dans son appartement, récupère un peu d'argent qu'elle a économisé et s'enfuit à nouveau pour se cacher dans une casemate vide. Pendant ce temps, la police entreprend les premières démarches pour élucider le meurtre. Ce n'est que lentement qu'Erwin Moll, conseiller de police, et son assistant Fischer commencent à comprendre l'importance du jeune témoin pour la résolution de l'affaire. Par peur de l'assassin, Claudia évite désormais le public. Elle ne va plus à l'école et ne fait plus confiance qu'à « Tante » Blaschek, la vieille propriétaire d'une petite épicerie. Par hasard, l'obscur Boris reconnaît la jeune fille dans la rue et la poursuit à nouveau. Claudia parvient à nouveau à lui échapper, cette fois dans un entrepôt où elle se cache dans un tas de ferraille.
Entre-temps, la police arrête Waldemar Fürst, joueur et petit malfrat connu, et l'interroge, mais sans résultat. Claudia, qui voit Boris lui tendre une nouvelle embuscade devant son appartement, passe la nuit suivante à l'extérieur. Lors d'une conversation entre Boris et sa maîtresse Wally dans un local, on apprend que Boris, qui est impliqué dans des affaires opaques, a tout intérêt à ce que la police arrête le « doux Waldemar » (Sanfter Waldemar en VO). Claudia, qui a cette fois observé Boris, appelle alors le conseiller criminel Moll et lui dit que l'homme arrêté n'est pas identique à celui qu'elle a vu pour la dernière fois chez sa mère. Moll lui promet de venir immédiatement. Lorsque Claudia voit Boris quitter le local, elle disparaît immédiatement.
Entre-temps, Waldemar Fürst a lui aussi incriminé Boris Garrett, un ancien soldat américain qui avait été impliqué dans des affaires de marché noir à Vienne juste après la guerre. Garrett a disparu de son appartement, son amie Wally est interrogée par la police. De nouveau en liberté, Fürst retrouve Garrett et le fait chanter. S'il ne paie pas, il dénoncera Garrett à la police, qui ne possède aucune photo de lui. Pendant ce temps, Wally retire 100 000 shillings de la banque que son amant lui a demandé. Au cours d'un trajet en voiture, Garett poignarde Fürst, le maître chanteur, par derrière. Boris planifie alors sa fuite. Il force une voiture et la court-circuite. Le soir est revenu et Claudia erre à nouveau dans les rues de Vienne. C'est à ce moment que Boris passe avec la voiture volée et reconnaît Claudia.
Il se précipite sur la jeune fille, qui s'enfuit. Au même moment, la police arrive et reconnaît Boris et Claudia. Boris s'enfuit en voiture et Claudia disparaît dans l'obscurité de la nuit. Une Porsche de la police poursuit Boris en fuite sur l'autoroute urbaine et dans le centre-ville. Lors d'un arrêt, Garrett saute de la voiture, tire brièvement et échappe à ses poursuivants. Il rejoint Wally dans son appartement. Entre-temps, la police a trouvé le manteau de Claudia. Il s'y trouve une lettre dans laquelle il est question de 80 000 shillings. Moll comprend alors le motif du meurtre de Prisca Sampton par Garrett. Garrett continue d'essayer d'intercepter Claudia dans sa cachette, une ancienne casemate au bord des canaux de Vienne. Cette fois, elle ne lui échappe pas.
Boris enlève la jeune fille, qui crie à l'aide au moment où Moll et son assistant Fischer arrivent. Dans sa fuite le long du canal, Boris laisse la jeune fille derrière lui, qui est recueillie par Moll. Fischer poursuit désormais Garrett seul. Les deux se livrent à un échange de coups de feu. Fischer s'écroule, touché. Comme Harry Lime dans Le Troisième Homme, Garrett s'enfuit par les égouts souterrains de Vienne. La police tente de l'enfumer avec du feu. Alors qu'il tente de s'échapper par une ouverture d'égout en tirant, il est lui-même touché et retombe dans les égouts et le feu. Moll, conseiller criminel et père de famille, promet à Claudia, bouleversée, qu'il s'occupera d'elle et la ramènera chez lui, et qu'elle ne sera pas placée dans un orphelinat, comme elle l'a toujours craint.

## Fiche technique
- Titre original allemand : Der Mörder mit dem Seidenschal[1],[2] (litt. « L'Assassin à l'écharpe de soie »)
- Réalisateur : Adrian Hoven
- Scénario : Adrian Hoven, Wolf Neumeister (de) d'après le roman policier Der Mörder und das Kind de Thea Tauentzien.
- Photographie : Hans Jura (de), Bob Klebig
- Musique : Johannes Rediske (de)
- Production : Pier A. Caminnecci, Adrian Hoven
- Sociétés de production : Sagittario Films, Aquila Film
- Pays de production :  Allemagne de l'Ouest -  Italie
- Langues originales : allemand
- Format : Noir et blanc - 1,66:1 - Son mono - 35 mm
- Durée : 82 minutes
- Genre : film policier
- Dates de sortie :
  - Allemagne de l'Ouest : 6 mai 1966
  - France : 27 octobre 1967

## Distribution
- Carl Möhner : Boris Garrett
- Susanne Uhlen : Claudia Sampton
- Folco Lulli : Erwin Moll, conseiller de police
- Harald Juhnke : Inspecteur principal Charly Fischer
- Sonia Romanoff : Wally Specht
- Adrian Hoven : Waldemar Fürst
- Helga Liné : Prisca Sampton
- Erwin Strahl : Toni Stein
- Adi Berber : Inspecteur de police Stenzel
- Greta Zimmer : Mme Moll
- Vera Comployer : 'Tante' Blaschek
- Astrid Boner : Maria Stein
- Elisabeth Stiepl : Mme Gmeiner

## Production
L'acteur Adrian Hoven a fait ses débuts de réalisateur avec Der Mörder mit dem Seidenschal où il remplit à la fois le rôle de producteur. Il a également tenu le rôle secondaire de « Doux Waldemar » (Sanfter Waldemar en VO), un petit malfrat véreux.
Le film, dont le titre provisoire est Fessel der Angst, est adapté du roman policier Der Mörder und das Kind de Thea Tauentzien.
Adi Berber est mort avant la première projection du film et a donc dû être post-synchronisé.
Les décors du film ont été conçus par Nino Borghi.

## Accueil critique
Le Lexikon des internationalen Films écrit : « Jeu policier peu dense, trop éloigné de la réalité, qui ne gagne en tension que vers la fin ».
Le site en ligne Cinema estime qu'il s'agit d'« Un polar démodé avec une touche psychotique ».
L'Evangelischer Filmbeobachter ne pense pas non plus grand chose de ce film : « Le premier film réalisé par Adrian Hoven, un mélange malheureux de polar musclé et de mièvrerie, semble malheureusement maladroit et peu crédible, même dans les parties policières semi-documentaires. Sans aucune recommandation pour les adultes ».